# Bruchem
Bruchem est un village néerlandais de la commune de Zaltbommel, situé dans la province du Gueldre. Le 1er janvier 2009, Bruchem comptait 1 648 habitants.

## Géographie
Bruchem est situé au sud de Zaltbommel, dans la partie septentrionale de Bommelerwaard.

## Histoire

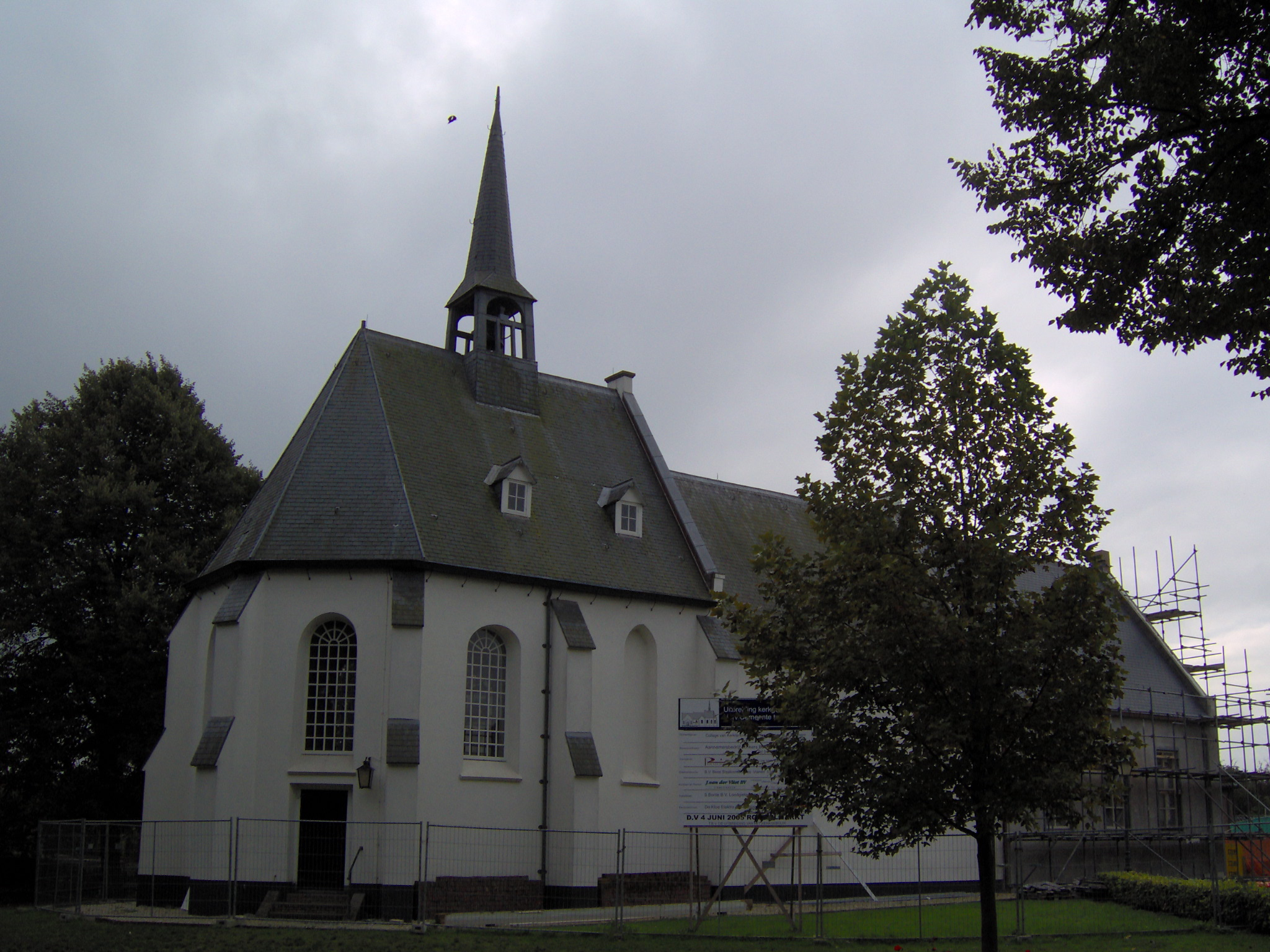
Église réformée de Bruchem

L'église réformée de Bruchem date du XIIIe siècle.
Jusqu'en 1818, la commune de Kerkwijk s'appelait Bruchem. En 1840, le village appartenait à la commune de Kerkwijk et comptait 65 maisons et 452 habitants. Depuis le 1er janvier 1999 Bruchem appartient à Zaltbommel.